# Kit-Cat Club
Kit-Cat Club (або, іноді, Kit-Kat Club) — англійський клуб, який було створено на початку XVIII століття у Лондоні, діяв в інтересах вігів. Зустрічі проводились у лондонській таверні «Труба» (англ. Trumpet) або в одному з селищ Беркширу.

## Походження

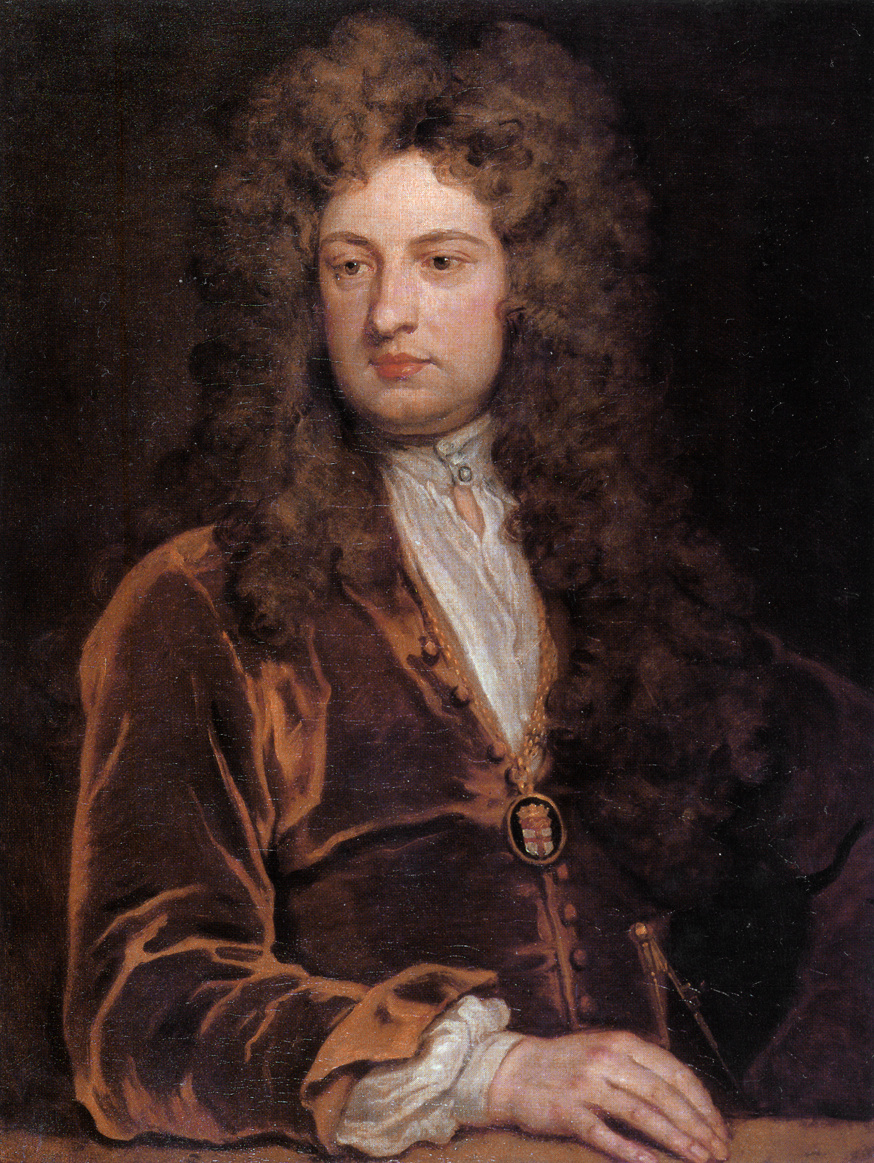
Сер Джон Ванбро. Кіт-кат портрет роботи Годфрі Кнеллера

Назва Kit-Cat Club має невідоме походження. У 1705 році Томас Гірн писав: «Kit Cat отримав свою назву за іменем Крістофера Кетлінга (англ. Christopher Catling)». Тобто Крістофер скорочувалось як «Kit», а його прізвище — як «Cat». Кіт Кетлінг був власником кав'ярні, де пройшло перше засідання клубу.
За іншою версією назва клубу походить від назви фірмової страви, яка зазвичай подавалась під час засідань клубу — пироги з бараниною, що мали назву Kit-Kat .
Цілком імовірно, що починаючи з кінця XVII століття мав назву Орден Грінки (англ. Order of the Toast) 
Сучасний біограф Керрі Даунс вважає, що клуб має витоки у Славній революції 1688 року, він мав набагато більше значення для розвитку та становлення вігів у політичному житті Англії, ніж прийнято вважати. Клуб мав на меті обмеження влади монарха, підтримання союзних відносин із Францією, забезпечення зайняття престолу виключно монархами-протестантами. Є думка, що ранні члени клубу сприяли вторгненню до Англії війська Вільгельма Оранського. Однак цю версію навряд чи можна вважати доведеною.

## Відомі члени клубу
Серед членів клубу були письменники, такі як Вільям Конгрев, Джон Ванбро, Джозеф Еддісон, й політики: герцог Сомерсет, граф Барлінгтон, герцог Ньюкасл-на-Тайні, граф Стенгоуп, віконт Кобем, Абрагам Станьян та Роберт Волпол — перший прем'єр-міністр Великої Британії.
Членами клубу були й інші видатні постаті, такі як Семюель Гарт, Річард Стіл, герцоги Графтон, Девоншир, Кінгстон, Річмонд, Манчестер, Дорсет і Ньюкасл, лорди Сандерленд і Вортон.